# Gnathiidae
Famille
Les Gnathiidae sont une famille de crustacés isopodes qui comprend 182 espèces. La taxonomie se fonde sur les individus mâles, les femelles et les juvéniles n'étant pas toujours spécifiquement identifiables de manière certaine. Les juvéniles sont parasites de poissons et sont appelés "larves praniza".

## Liste des genres

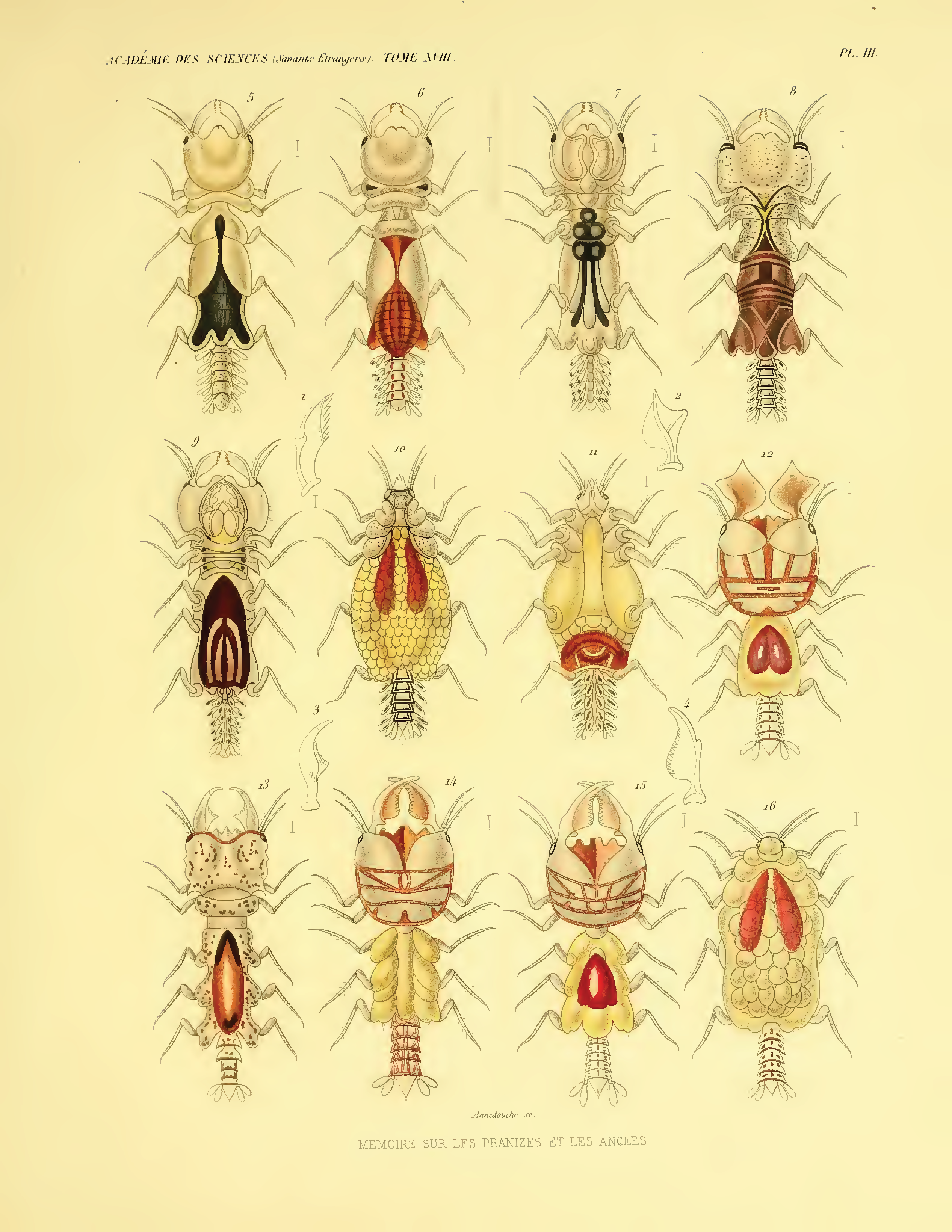
Dessins de Gnathiidae par Eugène Hesse (1864)

Selon BioLib (11 septembre 2021) :
- Afrignathia Hadfield & Smit, 2008
- Bathygnathia Dollfus, 1901
- Bythognathia Camp, 1988
- Caecognathia Dollfus, 1901
- Elaphognathia Monod, 1926
- Euneognathia Stebbing, 1893
- Gibbagnathia Cohen & Poore, 1994
- Gnathia Leach, 1814
- Monodgnathia Cohen & Poore, 1994
- Paragnathia Omer-Cooper & Omer-Cooper, 1916
- Tenerognathia Tanaka, 2005
- Thaumastognathia Monod, 1926